# Gottardo Gottardi
Gottardo Gottardi (* 12. August 1961) ist ein Schweizer Grossmeister im Fernschach:
Mit 13 Jahren spielte Gottardi seine ersten Fernpartien. Seine wichtigsten Stationen sind
- geteilter zweiter Platz bei der 10. Schweizer Fernschachmeisterschaft 1977/80 mit 9,5 von 12 Punkten
- 4. Coupe Latine 1986/89: Gewinn mit der Schweizer Mannschaft
- Halbfinale der 18. Fernschach-Weltmeisterschaft 1989/92: 1. Platz (12,5 aus 14)
- 3/4-Finale der 16. Fernschach-Weltmeisterschaft (11,5 aus 15)
- 4. Europa-Mannschaftsmeisterschaft: Bronzemedaille mit der Schweiz
- Konstantinopolski-Memorial 1993/96: Platz 1 (13 aus 14)
- Finale der 15. Fernschach-Weltmeisterschaft 1996/2002: Punktgleich auf Platz 2 bis 4, Platz 4 gemäss Wertung nach Sonneborn-Berger

1996 erhielt Gottardi den Titel Fernschach-Grossmeister. 2003 wurde er Ehrenmitglied der Schweizer Fernschachvereinigung SFSV.
2000 belegte er Platz 9 in der ICCF-Weltrangliste. Zu dieser Zeit betrug seine Elo-Zahl 2666.
Bis 1986 war Gottardi auch im Nahschach aktiv und qualifizierte sich für den Titel eines FIDE-Meisters. Seine Elo-Zahl beträgt seit Juli 1987 unverändert 2305, seine höchste Elo-Zahl von 2325 erreichte er im Juli 1986.

## Veröffentlichungen
- Ernő Gereben – Leben und Werk eines Schachpioniers. Mit Analysen von Barbero Gerardo. Hírlapnyomda, Kecskemét 1991.

## Privates
Gottardi lebt in Uetendorf. Er ist verheiratet und hat vier Kinder. Von Beruf ist er kaufmännischer Sachbearbeiter.